# محادثات الحكم الذاتي الفلسطيني
كانت محادثات الحكم الذاتي الفلسطيني ثمرة لمعاهدة السلام المصرية - الإسرائيلية، وكان الغرض منها التوصل إلى حل للقضية الفلسطينية في الضفة الغربية و‌قطاع غزة. ووفقا لإطار السلام في الشرق الأوسط، وهو جزء من اتفاقات كامب ديفيد لعام 1978، كان من المقرر أن تتفق مصر و‌إسرائيل في غضون عام واحد على إجراء انتخابات «لسلطة حكم ذاتي» فلسطينية. ”وترتبط الفكرة ارتباطا مباشرا بفكرة رئيس الوزراء الإسرائيلي مناحم بيغين للحكم الذاتي الفلسطيني.
عين الرئيس جيمي كارتر روبرت شوارز ستراوس مبعوثا له في محادثات الحكم الذاتي. ولم تشارك منظمة التحرير الفلسطينية أو أي منظمة فلسطينية أخرى مشاركة مباشرة في المحادثات.
بدأت المحادثات في 25 مايو 1979 في بئر السبع، إسرائيل. وعقدت الجولة الثانية في الإسكندرية، مصر في 11–12 يونيو 1979. عقدت الجولة الثالثة من المحادثات في هرتسليا، إسرائيل في 25–26 يونيو 1979، تلتها محادثات في الإسكندرية (5–6 يوليو) و‌حيفا (5–6 أغسطس). وترأس الوفود رئيس الوزراء مصطفى خليل (مصر)، ووزير الداخلية يوسف بورغ (إسرائيل)، والسفير جيمس ليونارد (الولايات المتحدة). وقالت مصر إنها لا تتكلم باسم الفلسطينيين بل تسعى إلى إجراء انتخابات فلسطينية لمجلس يمثل الفلسطينيين.
اجتمع المندوبون في 31 يناير – 1 فبراير 1980 في هرتسليا وفي هولندا في الفترة من 27 إلى 28 فبراير 1980.
وفي الثامن من مايو 1980، علق محمد أنور السادات المفاوضات من جانب واحد. وفي يوليو 1980، استؤنفت المحادثات ولكن مصر علقتها مرة أخرى. بحلول هذا الوقت، كان الوسيط الأمريكي هو سول لينويتز. بنهاية إدارة كارتر ادعى لينويتز أن 80% من القضايا قد تم حلها. وفي وقت لاحق، أوضح وات ت. كلوفيريوس الرابع، الذي عمل في فريق لينويتز، أنه على الرغم من أن أصعب القضايا لم تحل بعد، "لقد قمنا بالكثير من الأعمال الشاقة لإجراء مفاوضات جادة بشأن أصعب القضايا – الضفة الغربية و‌القدس. لذلك كان هناك شيء سلمت إلى إدارة ريغان القادمة."
حاولت الولايات المتحدة إعادة إطلاق محادثات الحكم الذاتي في عام 1982 ولكن ذلك الجهد انحرف عن مساره بسبب اندلاع حرب لبنان عام 1982. وفي يناير 1982، ذهب وزير الخارجية ألكسندر هيغ إلى الشرق الأوسط في محاولة لإحياء المحادثات. لم ينجح. جاءت الضربة الأخيرة لمحادثات الحكم الذاتي في 16 أغسطس 1982، عندما علقتها الحكومة المصرية احتجاجاً على القتال الإسرائيلي في لبنان.
ولم تحقق المحادثات تقدما مباشرا ولكن بعض الأفكار – فترة انتقالية مدتها خمس سنوات مع تأخير المفاوضات بشأن الوضع النهائي للضفة الغربية وقطاع غزة – قد أدرجت في اتفاقات أوسلو.